# Grand Prix Singapuru 2010
Grand Prix Singapuru 2010 (III SingTel Singapore Grand Prix), 15. závod 61. ročníku mistrovství světa jezdců Formule 1 a 52. ročníku poháru konstruktérů, historicky již 835. grand prix, se podruhé odehrála na okruhu Marina Bay Street Circuit.

## Výsledky

### Kvalifikace
| Pořadí | Číslo | Jezdec             | Tým                  | 1. část  | 2. část  | 3. část  | Start |
| ------ | ----- | ------------------ | -------------------- | -------- | -------- | -------- | ----- |
| 1      | 8     | Fernando Alonso    | Ferrari              | 1:46.541 | 1:45.809 | 1:45.390 | 1     |
| 2      | 5     | Sebastian Vettel   | Red Bull-Renault     | 1:46.960 | 1:45.561 | 1:45.457 | 2     |
| 3      | 2     | Lewis Hamilton     | McLaren-Mercedes     | 1:48.296 | 1:46.042 | 1:45.571 | 3     |
| 4      | 1     | Jenson Button      | McLaren-Mercedes     | 1:48.032 | 1:46.490 | 1:45.944 | 4     |
| 5      | 6     | Mark Webber        | Red Bull-Renault     | 1:47.088 | 1:46.908 | 1:45.977 | 5     |
| 6      | 9     | Rubens Barrichello | Williams-Cosworth    | 1:48.183 | 1:47.019 | 1:46.236 | 6     |
| 7      | 4     | Nico Rosberg       | Mercedes             | 1:48.554 | 1:46.783 | 1:46.443 | 7     |
| 8      | 11    | Robert Kubica      | Renault              | 1:47.657 | 1:46.949 | 1:46.593 | 8     |
| 9      | 3     | Michael Schumacher | Mercedes             | 1:48.425 | 1:47.160 | 1:46.702 | 9     |
| 10     | 23    | Kamui Kobajaši     | BMW Sauber-Ferrari   | 1:48.908 | 1:47.559 | 1:47.884 | 10    |
| 11     | 17    | Jaime Alguersuari  | Toro Rosso-Ferrari   | 1:48.127 | 1:47.666 |          | 11    |
| 12     | 10    | Nico Hülkenberg    | Williams-Cosworth    | 1:47.984 | 1:47.674 |          | 17    |
| 13     | 12    | Vitalij Petrov     | Renault              | 1:48.906 | 1:48.165 |          | 12    |
| 14     | 16    | Sébastien Buemi    | Toro Rosso-Ferrari   | 1:49.063 | 1:48.502 |          | 13    |
| 15     | 22    | Nick Heidfeld      | BMW Sauber-Ferrari   | 1:48.696 | 1:48.557 |          | 14    |
| 16     | 14    | Adrian Sutil       | Force India-Mercedes | 1:48.496 | 1:48.899 |          | 15    |
| 17     | 15    | Vitantonio Liuzzi  | Force India-Mercedes | 1:48.988 | 1:48.961 |          | 16    |
| 18     | 24    | Timo Glock         | Virgin-Cosworth      | 1:50.721 |          |          | 18    |
| 19     | 19    | Heikki Kovalainen  | Lotus-Cosworth       | 1:50.915 |          |          | 19    |
| 20     | 25    | Lucas di Grassi    | Virgin-Cosworth      | 1:51.107 |          |          | 20    |
| 21     | 18    | Jarno Trulli       | Lotus-Cosworth       | 1:51.641 |          |          | 21    |
| 22     | 20    | Christian Klien    | HRT-Cosworth         | 1:52.964 |          |          | 22    |
| 23     | 21    | Bruno Senna        | HRT-Cosworth         | 1:54.174 |          |          | 23    |
| 24     | 7     | Felipe Massa       | Ferrari              | bez času |          |          | 24    |

### Závod
| Pořadí | Číslo | Jezdec             | Tým                  | Kola | Čas/odstoupení | Start | Body |
| ------ | ----- | ------------------ | -------------------- | ---- | -------------- | ----- | ---- |
| 1      | 8     | Fernando Alonso    | Ferrari              | 61   | 1:57:53.579    | 1     | 25   |
| 2      | 5     | Sebastian Vettel   | Red Bull-Renault     | 61   | +0.293         | 2     | 18   |
| 3      | 6     | Mark Webber        | Red Bull-Renault     | 61   | +29.141        | 5     | 15   |
| 4      | 1     | Jenson Button      | McLaren-Mercedes     | 61   | +30.384        | 4     | 12   |
| 5      | 4     | Nico Rosberg       | Mercedes             | 61   | +49.394        | 7     | 10   |
| 6      | 9     | Rubens Barrichello | Williams-Cosworth    | 61   | +56.101        | 6     | 8    |
| 7      | 11    | Robert Kubica      | Renault              | 61   | +1:26.559      | 8     | 6    |
| 8      | 7     | Felipe Massa       | Ferrari              | 61   | +1:53.297      | 24    | 4    |
| 9      | 14    | Adrian Sutil       | Force India-Mercedes | 61   | +2:12.416      | 15    | 2    |
| 10     | 10    | Nico Hülkenberg    | Williams-Cosworth    | 61   | +2:12.791      | 17    | 1    |
| 11     | 12    | Vitalij Petrov     | Renault              | 60   | +1 kolo        | 12    |      |
| 12     | 17    | Jaime Alguersuari  | Toro Rosso-Ferrari   | 60   | +1 kolo        | 11    |      |
| 13     | 3     | Michael Schumacher | Mercedes             | 60   | +1 kolo        | 9     |      |
| 14     | 16    | Sébastien Buemi    | Toro Rosso-Ferrari   | 60   | +1 kolo        | 13    |      |
| 15     | 25    | Lucas di Grassi    | Virgin-Cosworth      | 59   | +2 kola        | 20    |      |
| 16     | 19    | Heikki Kovalainen  | Lotus-Cosworth       | 58   | Požár          | 19    |      |
| Ret    | 24    | Timo Glock         | Virgin-Cosworth      | 49   | Hydraulika     | 18    |      |
| Ret    | 22    | Nick Heidfeld      | BMW Sauber-Ferrari   | 36   | Kolize         | 14    |      |
| Ret    | 2     | Lewis Hamilton     | McLaren-Mercedes     | 35   | Kolize         | 3     |      |
| Ret    | 20    | Christian Klien    | HRT-Cosworth         | 31   | Hydraulika     | 22    |      |
| Ret    | 23    | Kamui Kobajaši     | BMW Sauber-Ferrari   | 30   | Nehoda         | 10    |      |
| Ret    | 21    | Bruno Senna        | HRT-Cosworth         | 29   | Nehoda         | 23    |      |
| Ret    | 18    | Jarno Trulli       | Lotus-Cosworth       | 27   | Hydraulika     | 21    |      |
| Ret    | 15    | Vitantonio Liuzzi  | Force India-Mercedes | 1    | Kolize         | 16    |      |

## Průběžné pořadí šampionátu
Pohár jezdců
| Pořadí | Jezdec           | Body |
| ------ | ---------------- | ---- |
| 1      | Mark Webber      | 202  |
| 2      | Fernando Alonso  | 191  |
| 3      | Lewis Hamilton   | 182  |
| 4      | Sebastian Vettel | 181  |
| 5      | Jenson Button    | 177  |

Pohár konstruktérů
| Pořadí | Tým              | Body |
| ------ | ---------------- | ---- |
| 1      | Red Bull-Renault | 383  |
| 2      | McLaren-Mercedes | 359  |
| 3      | Ferrari          | 319  |
| 4      | Mercedes         | 168  |
| 5      | Renault          | 133  |